# یوتی‌سی ۱۳:۴۵+

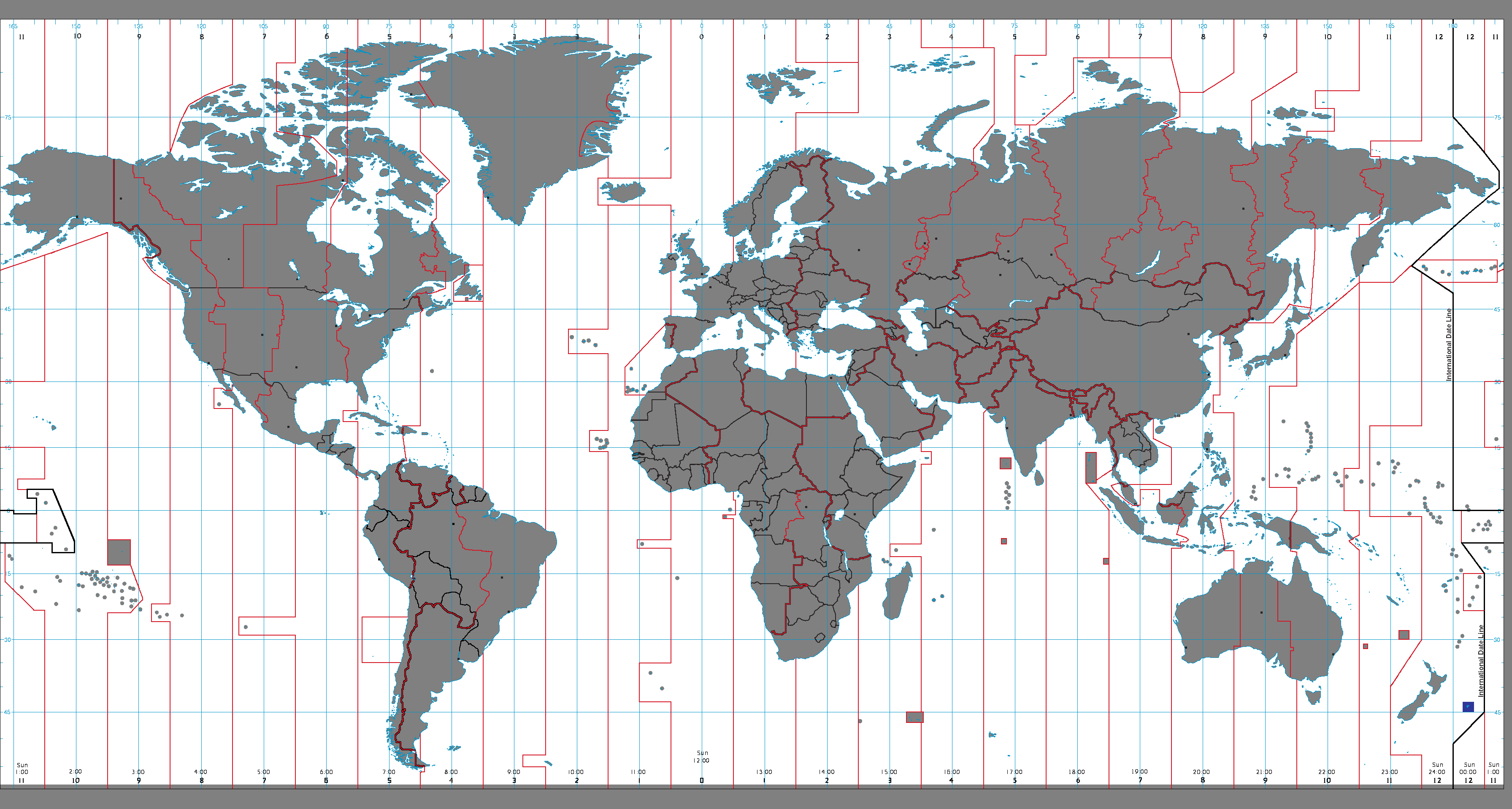
UTC+13:45: آبی (دسامبر), نارنجی (ژوئن), زرد (تمام سال), آبی روشن - محدوده دریا

هم‌اکنون زمان‌بندی گرینویچ به علاوه ۱۳:۴۵+ (به انگلیسی: UTC+13:45) برای اندازه گیری زمان کاربرد دارد.

## وقت تابستانی نیمکره جنوبی
- نیوزیلند
  - جزیره چاتام